# Диалог об ораторах

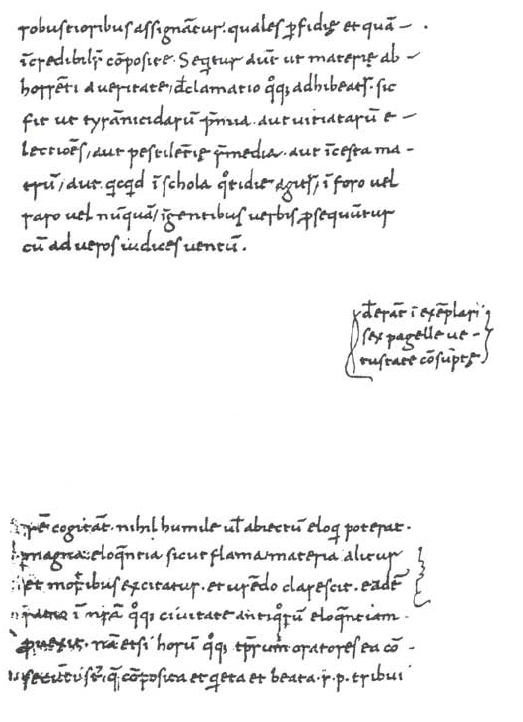
Страница «Диалога об ораторах» в Лейденской рукописи

Диало́г об ора́торах (лат. Dialogus de oratoribus) — произведение древнеримского историка Публия Корнелия Тацита.

## Содержание
После небольшого введения (1) Тацит рассказывает, как в молодости он пришёл вместе с именитыми ораторами Марком Апром и Юлием Секундом к Куриацию Матерну, который недавно публично прочитал свою поэму о Катоне Младшем — одном из самых идеализируемых римских республиканцев и борцов с тиранией (2). Секунд указывает Матерну на сложную политическую ситуацию, при которой нежелательно издавать произведение, восхваляющее непримиримого защитника республиканского строя, а Апр нападает на злоупотребление Матерном поэзией и напоминает, что в судах слушаются дела его друзей, на защите которых ему следовало бы сосредоточиться; Куриаций отвечает им (3—4). Затем Апр произносит речь об ораторском мастерстве и поэзии (5—10), после Секунд высказывается о современном состоянии ораторского дела (11—13). По замечанию Г. С. Кнабе, обмен мнениями выглядит «как пародия на судебный процесс, с адвокатами, ответчиками и истцами, [повествование] пересыпано шутками, возражения высказываются с улыбкой». Впоследствии к спорщикам присоединяется ещё и Випстан Мессала, который привлекает собравшихся к обсуждению изменений, произошедших в ораторском мастерстве (14—41). Марк Апр выступает за обновление стилистики и ораторских приёмов, а Мессала говорит о необходимости следования традициям прежних поколений ораторов.

## Датировка
Разговор происходит около 75 года, но уточнить дату мешает оплошность Тацита: в тексте присутствует как указание на шестой год правления Веспасиана (между 1 июля 74 и 1 июля 75 года), так и упоминание того, что прошло сто двадцать лет со дня гибели Цицерона (то есть, после 7 декабря 76 года).
В XIX веке «Диалог» считали первым произведением Тацита и относили его создание примерно к 77 году, то есть вскоре после описанного им разговора. Позднее такой точки зрения придерживались, в частности, С. И. Соболевский и С. И. Ковалёв. Однако в настоящее время выход в свет произведения относится ко времени после убийства Домициана. Ряд учёных относят написание произведения примерно к 102 году или ещё более позднему времени, Г. С. Кнабе отстаивает идею о появлении «Диалога» во время работы над «Историей» около 105—107 годов. Окончательная датировка, впрочем, остаётся неясной. До конца не решён и вопрос о подлинности этого сочинения (см. в основной статье). Современные исследователи, как правило, соглашаются с авторством Тацита и рассматривают заложенные в «Диалоге» идеи как рассуждения историка о причинах своего перехода от ораторской карьеры к написанию истории и о выборе стиля для своих сочинений.

## Особенности
В основе этого произведения лежит сюжет о беседе нескольких известных в Риме ораторов о своём ремесле и его скромном месте в общественной жизни. Затрагивавшие вопрос о причинах упадка красноречия сочинения, подобные «Диалогу», были распространены в I веке н. э., однако позиция Тацита на эту тему совершенно иная. Историчность главных героев находится под вопросом — иногда предполагается, что по крайней мере Марк Апр и Куриаций Матерн — персонажи вымышленные.